# Будеразька волость
Будеразька волость — адміністративно-територіальна одиниця Дубенського повіту Волинської губернії з центром у селі Будераж.

### Стан на1886рік
Складалася з 14 поселень, 14 сільських громад. Населення — 6268 осіб (3160 чоловічої статі та 3108 — жіночої), 532 дворових господарства.
|                     | Площа, десятин | У тому числі орної, десятин |
| ------------------- | -------------- | --------------------------- |
| Сільських громад    | 7278           | 6596                        |
| Приватної власності | 12720          | 2387                        |
| Іншої власності     | 282            | 140                         |
| Загалом             | 20280          | 9123                        |

### Основні поселення
- Будераж — колишнє власницьке село при річці Збитенька за 30 верст від повітового міста, 368 осіб, 31 двір; волосне правління, православна церква, постоялий будинок, лавка, водяний млин. За 6 верст - скляний завод Кудрин. За 10 верст — смоляний завод Гурби. За 24 версти - скляний завод Нова Гута.
- Буща — колишнє власницьке село при річці Збитенька, 556 осіб, 46 дворів, православна церква, постоялий будинок.
- Велика Мощаниця — колишнє державне і власницьке село при річці Збитенька, 1435 осіб, 115 дворів, православна церква, 4 постоялих будинки, 2 водяних млини.
- Майдан (Гута Обгівська) — колишнє власницьке село при безіменному струмку, 210 осіб, 29 дворів, постоялий будинок, скляний завод.
- Мала Мощаниця — колишнє власницьке село при річці Збитенька, 609 осіб, 70 дворів, православна церква, постоялий будинок, водяний млин.
- Мости — колишнє власницьке село при річці Збитенька, 70 осіб, 7 дворів, постоялий будинок, водяний млин, смоляний та винокурний заводи.
- Півче — колишнє власницьке село при річці Збитенька, 263 особи, 28 дворів, православна церква, постоялий биднок, вітряк, водяний млин.
- Ступно  — колишнє державне і власницьке село річці Збитенька, 804 особи, 84 двори, православна церква, постоялий будинок, водяний млин.
- Суйми — колишнє власницьке село при річці Збитенька, 264 особи, 34 двори, постоялий будинок, водяний млин, винокурний завод.

## У складі Польщі
Після окупації поляками Волині волость називалася ґміна Будераж і належала до Дубенського повіту Волинського воєводства міжвоєнної Польщі. Адміністративний центр — село Будераж.
1 січня 1925 р. ґміну вилучено з Дубенського повіту і включено до Здолбунівського.
На 1936 рік ґміна складалася з 23 громад:
1. Борщівка — село: Борщівка, фільварок: Борщівка і хутір: Борщівка;
2. Борщівка Чеська — село: Борщівка Чеська і селище: Видумка;
3. Будераж — село: Будераж, хутори: Будеразький, Городне, Осада Млинарська I і Осада Млинарська II та прихисток: Закоти;
4. Будераж Чеський — село: Будераж Чеський, колонія: Новий Світ, прихисток: Залуки, хутір: Городище:
5. Буща — село: Буща, селище: Петриківщина і хутір: Буща;
6. Гурби — село: Гурби, фільварок: Боднарка, маєток: Гурби, гаївки: Перевороття, Піддуб'я, Лиса Гора і Мишова;
7. Кам'яна Гора — село: Кам'яна Гора, лісничівка: Туричай та хутори: Червоний Камінь, Нагір'я і Нова Гута;
8. Камики — село: Камики, прихисток: Дунайки та колонії: Вільхова і Козацька Хата;
9. Кудрин — село: Кудрин, колонія: Будки і хутір: Грабовець;
10. Майдан — село: Майдан та хутори: Потік, Сідлоха і Березини;
11. Майданська Гута — село: Майданська Гута і хутір: Балярня;
12. Мости — село: Мости;
13. Мощаниця Мала — села: Мощаниця Мала, Чорна Лоза, Кудівщина, Лісова, Опалена і Брошевиця;
14. Мощаниця Нова — село: Мощаниця Нова, хутори: Плевичі й Вища та лісничівка: Плевичівка;
15. Мощаниця Стара — село: Мощаниця Стара, військове селище: Мощаниця Стара, хутір: Красниця та селища: Гірчаки і Карпюки;
16. Півче — село: Півче, фільварок: Півче та лісничівка: Животин;
17. Підчапки — село: Підчапки та військове селище: Підчапки;
18. Солтанівка — село: Солтанівка та селище Ільковиця;
19. Ступно — село: Ступно та селища: Соковиця, Лазари, Букова, Капітула, Ліщини, Дмитри і Мельники;
20. Суйми — село: Суйми та хутори: Лоші й Суйми;
21. Святе — село: Святе, селища: Святе I і Святе II, фільварок: Святе та колонія: Чернява;
22. Залібівка — село: Залібівка та колонія: Мельники;
23. Зелений Дуб — село: Зелений Дуб, колонія: Спірний Кут та хутори: Вертепи і Горохів-Садова Гора.

Після радянської анексії західноукраїнських земель ґміни ліквідовані у зв'язку з утворенням районів.